# Violette (Film)
Violette ist eine französisch-belgische Filmbiografie von Martin Provost aus dem Jahr 2013. Sie behandelt das Leben von Schriftstellerin Violette Leduc.

## Handlung
I. Maurice: Während des Zweiten Weltkriegs lebt Violette Leduc mit Schriftsteller Maurice Sachs versteckt. Beide geben sich als Ehepaar aus, obwohl Sachs homosexuell ist. Leduc liebt ihn und reagiert aggressiv auf seine Abweisung. Er rät ihr daraufhin, ihre Wut literarisch zu verarbeiten. Nach ersten Proben ermutigt er sie, weiterzuschreiben. Er verlässt sie nach einiger Zeit, verspricht jedoch zurückzukehren. Von einem Freund erfährt Violette später, dass Sachs in Deutschland Arbeitsdienst verrichtet. Sie lehnt es ab, eine Schwangerschaft vorzutäuschen, um Sachs zurück nach Frankreich zu holen. Zufällig findet sie bei dem Freund ein Buch von Simone de Beauvoir, das sie an sich nimmt.
II. Simone: Violette ist von Simones Buch begeistert und legt ihr Blumen vor die Tür. Sie schreibt weiter an ihrem ersten Buch, das sie Das Ersticken nennen will. Finanziell geht es ihr auch nach Kriegsende gut, weil sie wie zu Kriegszeiten weiterhin Schwarzhandel mit Lebensmitteln betreibt. Eines Tages übergibt Violette Simone ihr fertiges Buch. Simone ist angetan, fordert einige Umarbeiten und kündigt an, dass Albert Camus den Roman in einer neuen Buchreihe veröffentlichen will. Violette erfährt unterdessen, dass Maurice in Deutschland ermordet wurde.
III. Jean: Violettes Debütroman erscheint in kleiner Auflage und findet kaum Leser. Simone macht der frustrierten Violette Mut und rät ihr, einfach alles zu erzählen, was sie erlebt habe, also auch etwas über ihre Abtreibung. Violette macht Bekanntschaft mit Jean Genet und dem wohlhabenden Parfümhersteller Jacques Guérin.
IV. Jacques: Violette verfasst ihr zweites Buch, Die Verhungernde, über ihre vergebliche Liebe zu Simone. Jean Genet lobt ihr Werk, doch hat Violette Bedenken, es Simone zur Voransicht zu geben. Mit Jean und Jacques Guérin dreht sie einen Amateurfilm, in dem sie als Darstellerin einer Mutter jedoch versagt. Sie versucht, sich Jacques zu nähern, der jedoch homosexuell ist und sie zurückweist. Violette ist verletzt. Jacques bietet ihr an, Die Verhungernde als Luxusedition herauszubringen; sie selbst erhalte 100.000 Francs. Violette stimmt zu; erst jetzt gibt sie Simone das Manuskript, die es mit auf ihre Lesereise in die USA nimmt.
V. Berthe: Violette hört mehr als drei Monate nichts von Simone und verzweifelt daran. Sie findet sie schließlich bei einer Probe von Jean Genet, der gerade die Aufführung seines Stücks Die Zofen vorbereitet. Beide Frauen streiten sich und Simone gibt zu, von der Tiefe der Liebe Violettes zu ihr überrascht gewesen zu sein. Die Verhungernde wird ein Misserfolg und Violette beginnt, an sich zu zweifeln, zumal sie vor dem finanziellen Ruin steht. Simone eröffnet ihr, dass Gaston Gallimard ihr einen monatlichen Zuschuss von 25.000 Francs zugedacht habe, damit sie weiterschreibe.
VI. Faucon: Violette macht Urlaub und widmet sich dem Schreiben. Sie plant, ihre sexuelle Beziehung zu einer Mitschülerin sowie ihre Kurzehe und ihre Abtreibung zu thematisieren. Das Buch soll Verheerungen heißen. Bei ihren Wanderungen verläuft Violette sich und landet in Faucon, wo sie ein leerstehendes Haus entdeckt, in dem sie den Urlaub verbringt und ihr Buch fertigstellt. Verheerungen wird bei Gallimard kontrovers diskutiert. Man will das Buch nur ohne die Passagen zur Mitschülerinnen-Beziehung herausbringen. Violette beklagt, dass sie so verstümmelt werde, entscheidet sich jedoch für Gallimard, weil andere Verlage auch die Passagen zur Abtreibung zensieren würden. Kurz darauf bricht Violette zusammen und wird in eine psychiatrische Klinik eingeliefert, in der sie unter anderem mit Elektroschocks behandelt wird. Simone, aber auch Jean Genet und Jacques, besuchen sie regelmäßig und Simone zahlt den Aufenthalt. Nach ihrer Entlassung will Violette mit dem Schreiben aufhören, entscheidet sich jedoch angesichts der Unterstützung ihrer Freunde um. Sie erkennt, dass der Zuschuss nicht von Gallimard, sondern von Simone kommt.
VII. La Bâtarde / Die Bastardin: In Faucon lernt Violette den jungen Maurer René kennen, mit dem sie eine kurze Affäre hat. Sie beendet ihr neues Buch, Die Bastardin, und übergibt das Manuskript Simone. Diese entschließt sich zu mehr Unterstützung. Sie verfasst das Vorwort zum Buch, das 1964 ein großer Erfolg wird. Während Violette in Faucon lebt und schreibt, setzt sich Simone öffentlich für ihr neues Werk ein. Der Abspann zeigt, dass nicht nur Die Bastardin, sondern auch Violettes nachfolgende Werke Erfolg hatten. Violette starb schließlich nicht als Unbekannte.

## Produktion

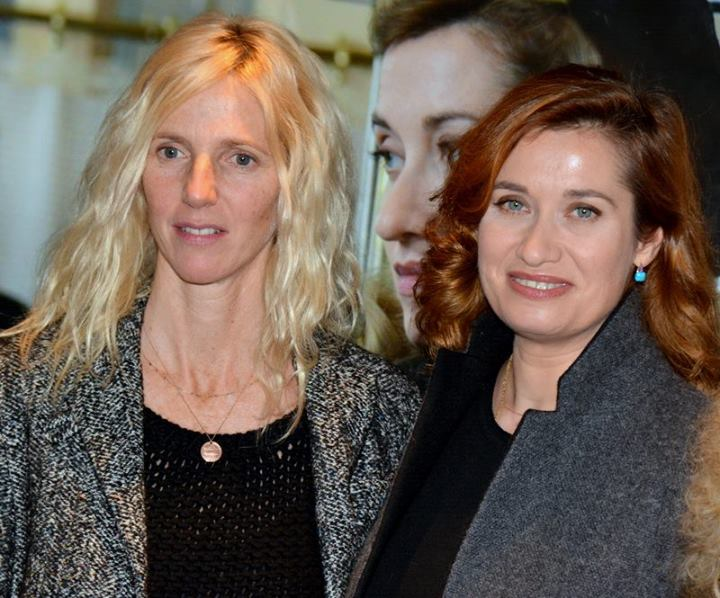
Sandrine Kiberlain und Emmanuelle Devos auf der Vorpremiere des Films in Paris

Violette wurde unter anderem in Paris und Umgebung (Pantin, Clichy, Aubervilliers, Malakoff), im Naturpark Vexin und in der Region Limousin gedreht. Die Kostüme schuf Madeline Fontaine, die Filmbauten stammen von Thierry François; mit beiden hatte Regisseur Martin Provost bereits an seinem Film Séraphine zusammengearbeitet. Eine erneute Zusammenarbeit mit Michael Galasso, der für Séraphine die Filmmusik geschrieben hatte, war geplant, doch verstarb Galasso 2009. Der Film ist in sieben Kapitel unterteilt, was laut Provost an Buchkapitel erinnern sollte, habe Leduc ihr Leben doch in ihren Büchern verarbeitet.
Violette erlebte am 6. September 2013 auf dem Toronto International Film Festival seine Premiere und lief am 6. November 2013 in den französischen Kinos an, wo er von rund 135.000 Zuschauern gesehen wurde. In Deutschland kam der Film am 26. Juni 2014 in die Kinos und erschien im November 2014 auf DVD.

## Synchronisation
| Rolle              | Darsteller         | Synchronsprecher  |
| ------------------ | ------------------ | ----------------- |
| Violette Leduc     | Emmanuelle Devos   | Elisabeth Günther |
| Simone de Beauvoir | Sandrine Kiberlain | Madeleine Stolze  |
| Jacques Guérin     | Olivier Gourmet    | Jacques Breuer    |
| Berthe Leduc       | Catherine Hiegel   | Angelika Bender   |
| Jean Genet         | Jacques Bonnaffé   | Ekkehardt Belle   |
| Maurice Sachs      | Olivier Py         | Philipp Moog      |
| Hermine            | Nathalie Richard   | Carin C. Tietze   |
| René               | Stanley Weber      | Stefan Günther    |

## Kritik
Cinema sah im Film „[d]as vielschichtige Porträt einer von Liebeshunger getriebenen Feministin“. Auch für den Focus war Violette ein „dichtes Porträt einer liebeshungrigen, exaltierten, impulsiven Frau“. Der Film besteche „durch sein etwas unterkühltes, exzellentes Nachkriegsambiente“, stellte die Weltwoche fest. Der Tages-Anzeiger nannte den Film eine „achtsame und empathische, aber auch widerspruchsbewusste Zeichnung einer Schriftstellerin, die geradezu zwanghaft ihr Leben blosslegte“.
outnow-ch gab vier von sechs Sternen und nannte die Verfilmung gelungen, allerdings auch zu lang, wofür jedoch „einige wirklich schöne Bilder der französischen Landschaft“ entschädigen. „Seeehr detailliert erzähltes Biopic“, befand auch der Spiegel. „Schade, dass die Inszenierung nicht die pulsierende Intensität erreicht, die Leducs literarische Produktionen charakterisierte“, schrieb die Neue Zürcher Zeitung.

## Auszeichnungen
Violette wurde 2015 für einen Magritte als Bester ausländischer Film in Co-Produktion (Meilleur film étranger en coproduction) nominiert.